# ハイ・エル・バドル駅
ハイ・エル・バドル駅（ハイ・エル・バドルえき）は、アルジェ県アルジェにある地下鉄駅である。

## 乗り入れ路線
アルジェ地下鉄1号線のみが乗り入れており、アルジェ地下鉄の終点である。

## 歴史
- 2008年7月21日 - 着工
- 2011年10月31日 - アルジェ地下鉄開通に伴い、開業する。
- 2011年11月1日 - 営業開始。

## 隣の駅
- 海と太陽の街駅 - ハイ・エル・バドル駅

| スタブアイコン | サブスタブ | この項目は、まだ閲覧者の調べものの参照としては役立たない、鉄道に関連した書きかけの項目です。この項目を加筆・訂正などしてくださる協力者を求めています（P:鉄道/PJ:鉄道）。 |